# Real Gone (песня)
«Real Gone» — песня, написанная Шерил Кроу и Джоном Шэнксом для мультфильма «Тачки». Версия песни Кроу является вторым синглом к официальному саундтреку к фильму.
Песня заняла 76-е место в чарте Billboard Pop 100 и первое в чарте синглов Billboard Bubbling Under Hot 100.
Согласно нотам, опубликованным на MusicNotes.com, песня написана в тональности до мажор (записана на полшага ниже си мажор).

## Чарты
| Чарт (2006)                      | Высшая позиция |
| -------------------------------- | -------------- |
| Billboard Bubbling Under Hot 100 | 1              |
| US Pop 100 (Billboard)           | 76             |

## Сертификации
| Регион                                                                      | Сертификация | Продажи |
| --------------------------------------------------------------------------- | ------------ | ------- |
| США (RIAA)                                                                  | Золотой      | 500 000 |
| Данные о продажах + прослушиваниях приведены только на основе сертификации. |              |         |

## Кавер-версии

### Версия Билли Рэя Сайруса
Кантри-певец Билли Рэй Сайрус записал кавер-версию песни для альбома Disneymania 6. Музыкальное видео было снято Треем Фанджоем. Он был выпущен в качестве цифрового сингла только 18 июня 2008 года после того, как был включен в сборник Country Sings Disney. Песня также доступна на его альбоме 2009 года Back to Tennessee.

### Версия группы Honor Society
Поп-рок группа Honor Society также записала кавер-версию песни для альбома Disneymania 7.